# Conus litteratus
Conus litteratus, tên tiếng Anh: lettered cone, là một loài sophisticated ốc biển săn mồi, là động vật thân mềm chân bụng sống ở biển trong họ Conidae, họ ốc cối. 

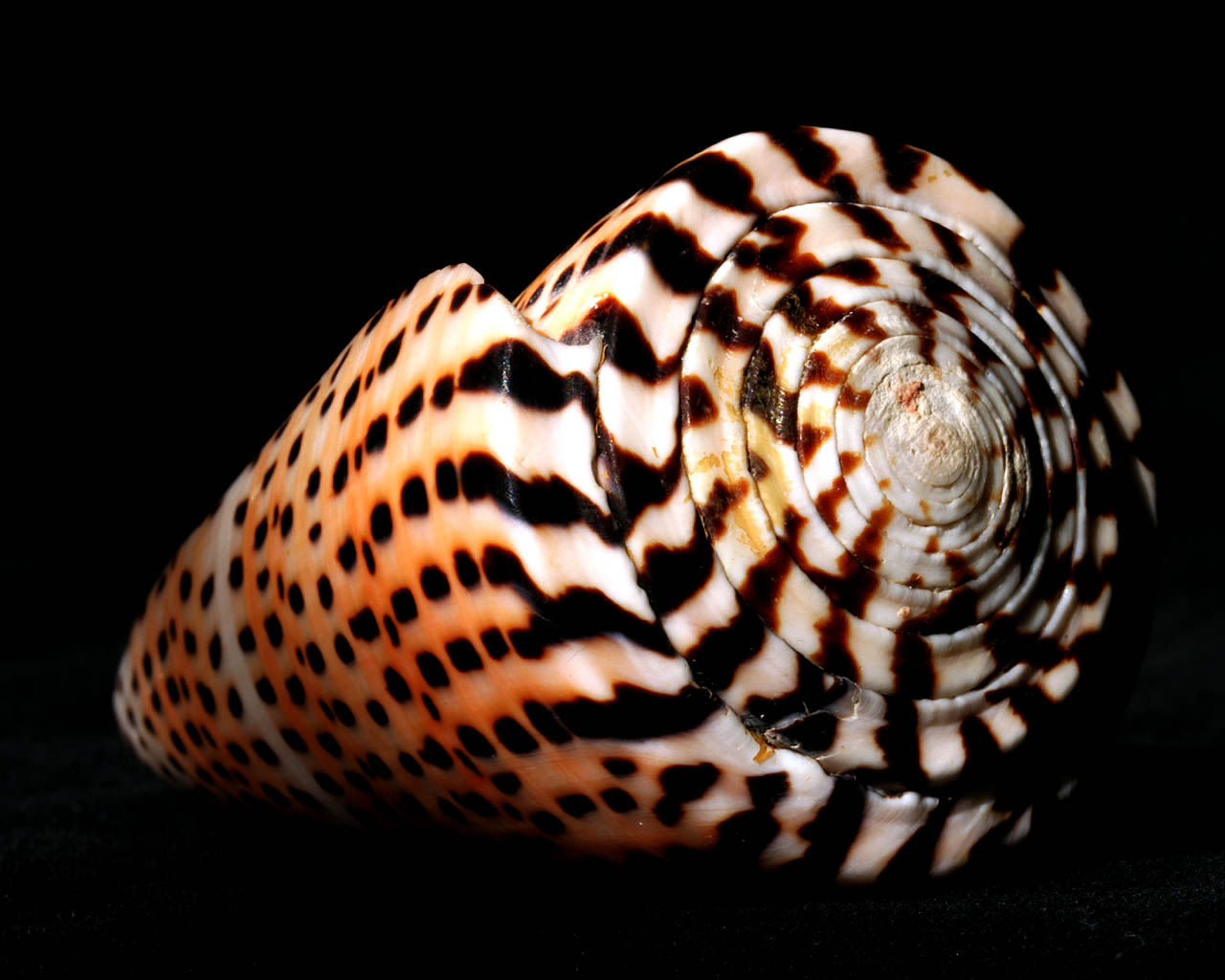
Apical view of vỏ ốc Conus litteratus

## Life habits
This cone species hunts and eats marine worms.

## Hình ảnh

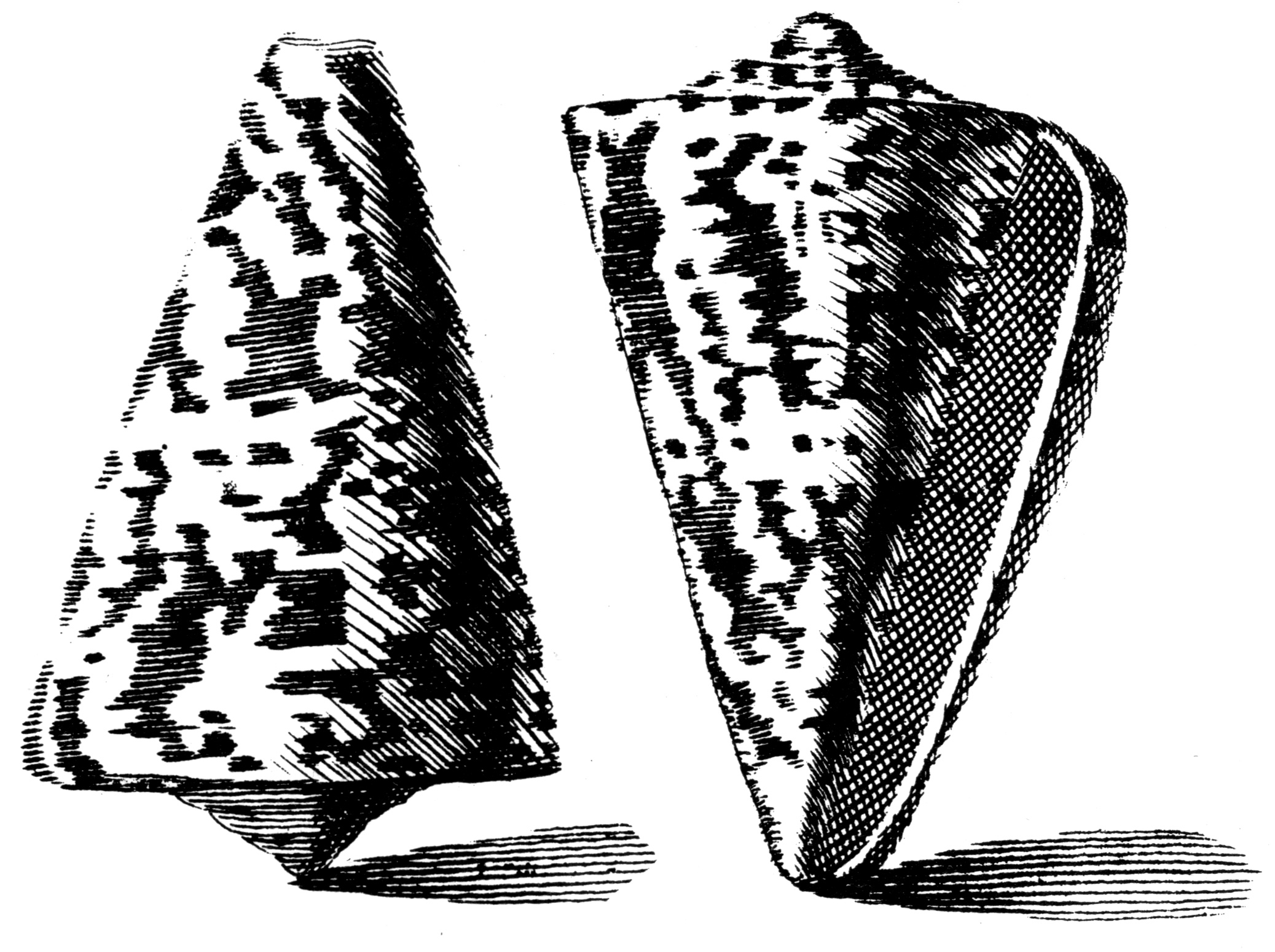
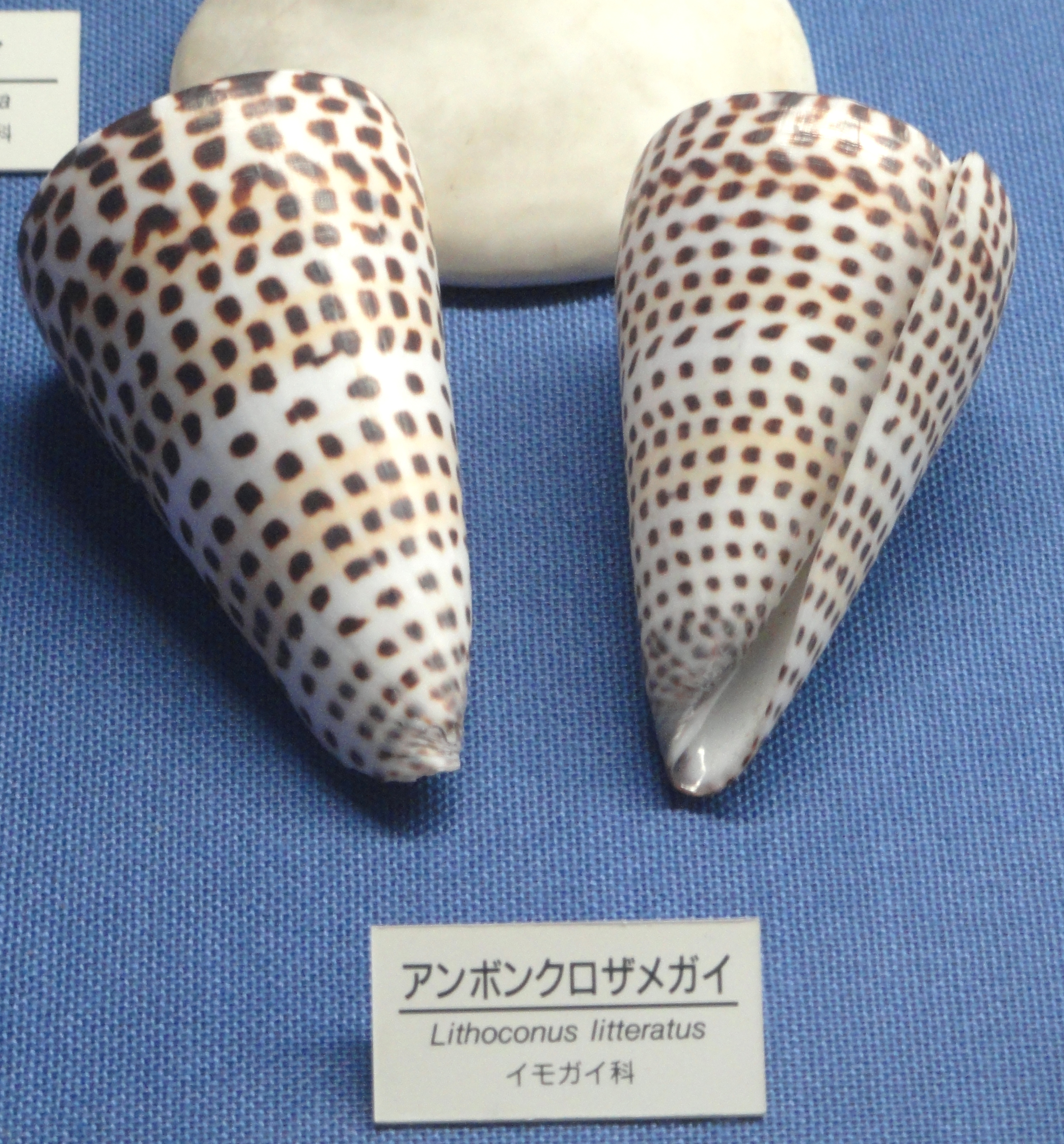
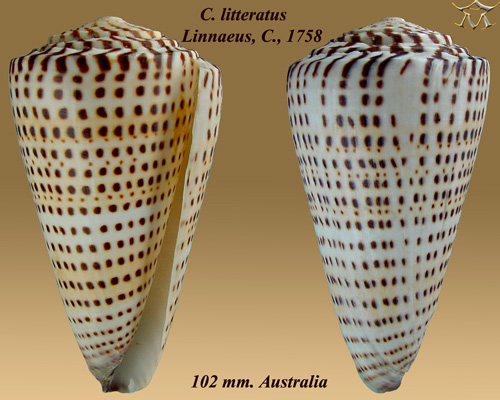
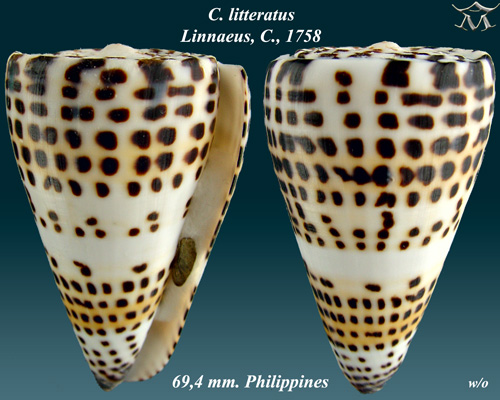